# Transsylvanska alperna

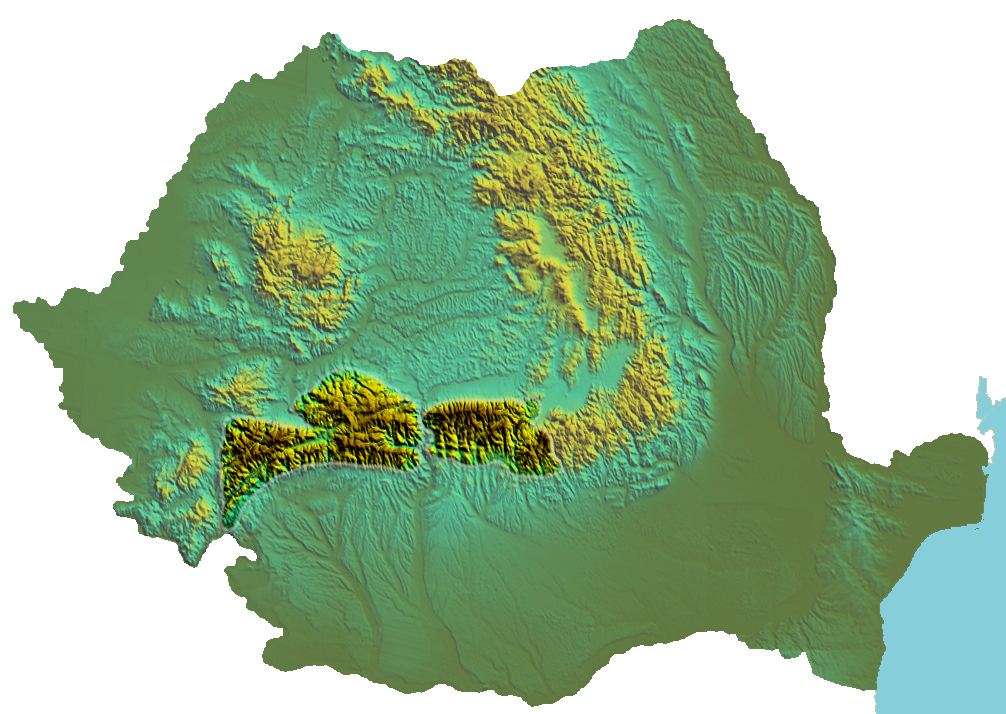
Bergskedjans läge i Rumänien.

Transsylvanska alperna eller Sydkarpaterna (rumänska: Carpații Meridionali) är den södra delen av bergskedjan Karpaterna i Transsylvanien, Rumänien. Högsta toppen är Moldoveanu som också är Rumäniens högsta berg, 2 543 meter över havet.